# أسلوب تعجب
التعجب هو انفعال يحدث في النفس عند الشعور بأمر يجهل سببه. ومنه السماعي مثل: (لله دره فارسا) و(سبحان الله).

## أنواع التعجب

### سماعي
التعجب السماعي هو التعجب الذي لا وزن ولا قاعدة له، وللتعجب السماعي في العربية ألفاظ كثيرة لا يتعرض لها النحاة في باب التعجب مثل: أبيت اللعن، ولله درك، وقاتله الله من رجل، ويا لك من رجل، وتبارك الله، ولا إله إلا الله، ولا حول ولا قوة إلا بالله، ومنه الاستفهام الخارج إلى التعجب كقوله تعالى: ﴿كَيْفَ تَكْفُرُونَ بِاللَّهِ وَكُنتُمْ أَمْوَاتاً فَأَحْيَاكُمْ﴾، و﴿وَأَصْحَابُ الشِّمَالِ مَا أَصْحَابُ الشِّمَالِ﴾، و﴿الْقَارِعَةُ (1) مَا الْقَارِعَةُ (2) وَمَا أَدْرَاكَ مَا الْقَارِعَةُ (3)﴾.

### قياسي
يستخدم العرب للتعجب صيغتين استخدامًا قياسيًّا، أي مطردًا، وهما: (مَا أَفْعَلَهُ) و(أَفْعِل بِهِ) واستقراء كلام العرب يدلنا على أنهم لا يبنون هاتين الصيغتين من كل فعل في العربية، إذ تشترط في هذا الفعل شروط سبعة:
1. فعل ثلاثي (عكسه: فعل غير ثلاثي كـاستشفى)
2. فعل تام (عكسه: فعل ناقص كـأَصْبَح)
3. فعل متصرِّف (عكسه: فعل جامد كـلَيْسَ)
4. فعل قابل للتفاوت (عكسه: فعل غير قابل للتفاوت كـمَاتَ وفَنِيَ)
5. فعل مبني للمعلوم (عكسه: فعل مبني للمجهول كـرُمِيَ)
6. فعل مثبت (عكسه: فعل منفي كـلَمْ يُنَافِق)
7. ليس الوصف من الفعل على وزن أَفْعَل الذي مؤنثه فَعْلَاء (عكسه: الوصف من الفعل على وزن أَفْعَل الذي مؤنثه فَعْلَاء كـعَرُجَ الوصف منه هو أَعْرَج، عَرْجَاء)

## أمثلة على الصيغتين
(ما أحسن محمدًا، وأحسن بمحمدٍ!) والفعلان في الصيغتين لا يتصرفان، بل يلزم كل منهما طريقة واحدة.

## إعراب الصيغتين

### صيغة ما أفعله
(ما أحسن محمدا) ما: مبتدأ وهي نكرة تامة عند سيبويه، وأحسن: فعل ماض، وفاعله: ضمير مستتر عائد على (ما)، ومحمدا: مفعول أحسن، والجملة خبر عن (ما)، والتقدير: شيء أحسن محمدا، أي جعله حسنا.

### صيغة أفعل به
وأما (أحسن بمحمد) فأحسن: فعل أمر، ومعناه التعجب، لا الأمر، والباء: حرف جر زائد، ومحمد: فاعل لأحسن، وللنحاة البصريين إعراب آخر، وهو: أحسن: فعل ماض جاء على على صورة الأمر، والفاعل هو المجرور بالباء الزائدة، والأول للكوفيين، وقد تابعهم ابن عقيل في شرحه.

## أقسام الفعلمن حيث التعجب

### فعل يُتعجَّب منه به
وهو الفعل الذي استوفى السبعة الشروط السابقة كاملةً بلا استثناء. ويُصاغ على الوزنين (مَا أَفْعَلَهُ) و(أَفْعِل بِهِ).

### فعل يُتعجَّب منه بغيره
وهو الفعل الذي لم يستوفِ أحد الشروط التالية: فعل ثلاثي، فعل تام، ليس الوصف من الفعل على وزن (أَفْعَل) الذي مؤنثه (فَعْلَاء)، مبني للمعلوم، مُثبَت. وهذا الأمر لا يخلو من حالتين:

#### الحالة الأولى
لو اختلَّ أحد أو جميع الشروط التالية: فعل ثلاثي، وفعل تام، وليس الوصف من الفعل على وزن (أَفْعَل) الذي مؤنثه (فَعْلَاء)، نصيغ الفعل مصدرًا صريحًا أو مصدرًا مؤوَّلًا ونأتي بفعل يستوفي السبعة الشروط السابقة، فعلى سبيل المثال، الفعل (دَحْرَج)، لا يُمكِن أن نتعجَّب منه به لذا يجب أن نأتي بفعل مستوفٍ للشروط كـ(حَسُنَ) ونصيغه على إحدى الصيغتين ثم تأتي بالفعل الغير مستوفٍ للشروط فنقول (ما أحْسَنَ تدحرجك!) و(ما أحْسَنَ أن تتدحرج).

#### الحالة الآخِرة
لو اختلَّ أحد أو كِلا الشرطين التاليين: مبني للمعلوم، ومُثبَت. في هذه الحالة نعمل كالحالة الأولى تمامًا ولكن لا يُمكن أن يُصاغ الفعل إلا مصدرًا مؤوَّلًا، فمثلًا في الفعل (يُعاقَب) نقول: (أفْظِعْ بأَن يُعَاقَب البريءُ).

### فعل لا يُتعجَّب منه مُطلقًا
وهو الفعل الذي اختلَّ أحد أو كِلا الشرطين التاليين: مُتصرِّفًا، وقابلًا للتفاوت. وفي هذه الحالة لا يُمكِن أن يُتعجَّب من الفعل أبدًا.